# Best of Hilary Duff
Pour les articles homonymes, voir Best of.
Albums de Hilary Duff
Dignity
(2007) Breathe In. Breathe Out.
(2015)
Singles
1. Reach Out

Best of Hilary Duff est le premier album compilation de la chanteuse américaine Hilary Duff, sorti en novembre 2008, et deuxième compilation après Most Wanted, sorti en août 2005. Il s'agit du dernier album d'Hilary Duff produit par Hollywood Records, son ancienne maison de disques.

## Titres
| No  | Titre                    | Durée |
| --- | ------------------------ | ----- |
| 1.  | Reach Out (Titre inédit) |       |
| 2.  | Holiday (Titre inédit)   |       |
| 3.  | Stranger                 |       |
| 4.  | With Love                |       |
| 5.  | Play with Fire           |       |
| 6.  | Wake Up                  |       |
| 7.  | Fly                      |       |
| 8.  | Come Clean (Remix)       |       |
| 9.  | So Yesterday             |       |
| 10. | Why Not                  |       |
| 11. | Reach Out (Remix)        |       |
| 12. | Holiday (Remix)          |       |

L'édition européenne contient quant à elle 4 chansons de plus, qui sont : Dignity, Beat of My Heart, Stranger (Remix) et With Love (Remix).

## Singles
Une seule chanson a été utilisée pour promouvoir la compilation : il s'agit de Reach Out.